# Tela inicial

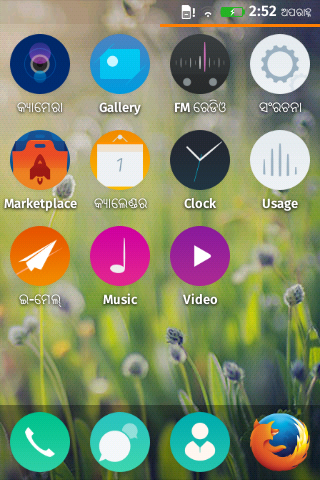
Imagem da interface gráfica do sistema operacional Firefox OS, mostrando os principais aplicativos e recursos dispostos em uma barra horizontal na parte inferior da tela.

Uma tela inicial ou tela de início é a tela principal em um dispositivo ou programa de computador. As telas iniciais não são idênticas porque os usuários rearranjam os ícones como quiserem, e as telas iniciais costumam diferir entre os sistemas operacionais móveis. Quase todo smartphone [en] tem alguma forma de tela inicial, que normalmente exibe vínculos para aplicativos, configurações e notificações.

## Recursos comuns
As telas iniciais geralmente consistem em uma grade de vínculos ou atalhos de aplicativos que podem ser organizados em várias páginas e servem como o principal método do usuário para acessar as funções do telefone. As telas iniciais geralmente possuem uma área fixa em uma das laterais da tela, onde ficam os atalhos dos aplicativos mais frequentes, que podem ser acessados de qualquer tela inicial. A maioria dos sistemas operacionais permite que os usuários adicionem pastas à tela inicial para organizar melhor os vínculos dos aplicativos. Algumas telas iniciais também podem incluir um painel onde as notificações push são exibidas ou algumas configurações do sistema podem ser acessadas.
Além dos vínculos dos aplicativos, muitas telas iniciais também são capazes de exibir informações ambientes, como blocos dinâmicos no Windows Phone ou widgets no Android. Tais blocos ou widgets podem vincular-se a aplicativos, mas diferem dos vínculos tradicionais por mostrarem informações atuais e dinâmicas em vez de um ícone estático. No entanto, o aumento da relevância das informações pode ter um custo na vida útil da bateria do dispositivo, na largura da banda e na facilidade de reconhecimento proporcionada pelos ícones estáticos dos aplicativos.

## Telas iniciais alternativas
Embora a maioria das telas iniciais tenha uma estrutura semelhante, nem todas são projetadas em comum. Dois exemplos notáveis de paradigmas menos comuns de telas iniciais incluem Siri e WebOS. O primeiro é a interface de usuário de linguagem natural [en] da Apple, que realiza funções semelhantes às das telas iniciais mais tradicionais, como abrir aplicativos, exibir dados relevantes e gerenciar as configurações do telefone. O segundo é notável por seu uso de ícones de aplicativos totalmente dinâmicos que imitam o estado atual do aplicativo, semelhante aos gerenciadores de tarefas [en] em outros sistemas operacionais móveis.
Embora a maioria dos sistemas operacionais móveis inclua uma tela inicial padrão, alguns dispositivos também permitem que o usuário substitua a tela inicial nativa por um aplicativo diferente ou uma tela inicial de terceiros [en], permitindo paradigmas adicionais de tela inicial.

## História

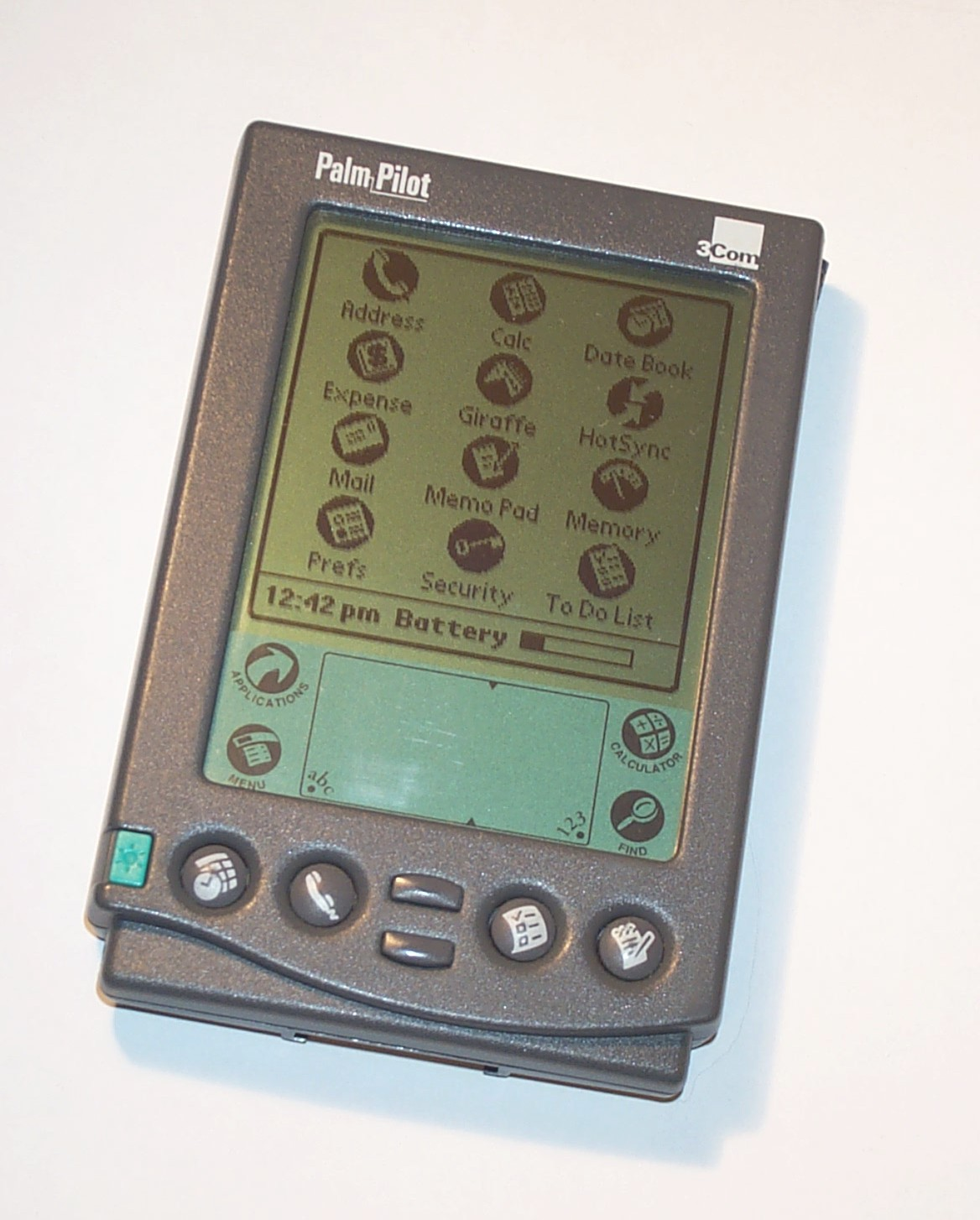
Imagem do dispositivo portátil PalmPilot Professional, lançado em 1997, mostrando a tela inicial com os ícones dos principais aplicativos e funções.

Um dos primeiros exemplos de uma tela inicial pode ser encontrado no PalmPilot, que estreou em 1997. As telas iniciais antigas costumavam ser menos personalizáveis do que as atuais. Por exemplo, as primeiras versões do iOS não permitiam que os usuários rearranjassem os aplicativos na tela inicial ou mudassem a imagem de fundo.
Como as telas iniciais costumam servir como o principal método de interação com os sistemas operacionais móveis, elas tendem a mudar lentamente, se é que mudam, ao longo das atualizações do sistema operacional.